# Sędziniec
Sędziniec – wieś w Polsce położona w województwie wielkopolskim, w powiecie pilskim, w gminie Wysoka. Wchodzi w skład sołectwa Bądecz.
W latach 1975–1998 miejscowość administracyjnie należała do województwa pilskiego.